# Comunidade Anchieta
Comunidade Anchieta, também conhecida como Ocupação Anchieta, é o nome atribuído ao conjunto de pessoas que habitam o prédio da antiga Casa de Saúde Anchieta, localizada na Vila Belmiro, no município de Santos. Após a desativação daquela instituição e posterior abandono do prédio, alguns indivíduos em busca de moradia ocuparam o espaço. Com a chegada de novas famílias e o crescimento da comunidade, o imóvel passou a apresentar uma característica residencial e, nos anos 2000, a Comunidade Anchieta se consolidou.
Ao longo do tempo a Comunidade Anchieta se transformou em sede de reuniões e encontros populares; palco de festas e cultura; e objeto de diversos livros, reportagens, documentários, trabalhos acadêmicos e até música   .
Atualmente, a Comunidade Anchieta está dividida por blocos e apartamentos. Pode-se observar que os próprios moradores realizaram diversas alterações no prédio com o objetivo de melhorar a permanência e a convivência interna.

## A luta contra o despejo
Em 2010, os moradores ingressaram na justiça com ação de usucapião, fazendo valer a função social do imóvel, cuja medida é justificada pelo fato de residirem no local há mais de 10 anos. Apesar de ter conhecimento sobre o uso social do imóvel, a Justiça realizou, ignorando as famílias que residiam no prédio, um mandado de imissão de posse expedido e implicado em ordens de despejo contra os moradores a partir de 2015, as quais foram posteriormente suspensas.

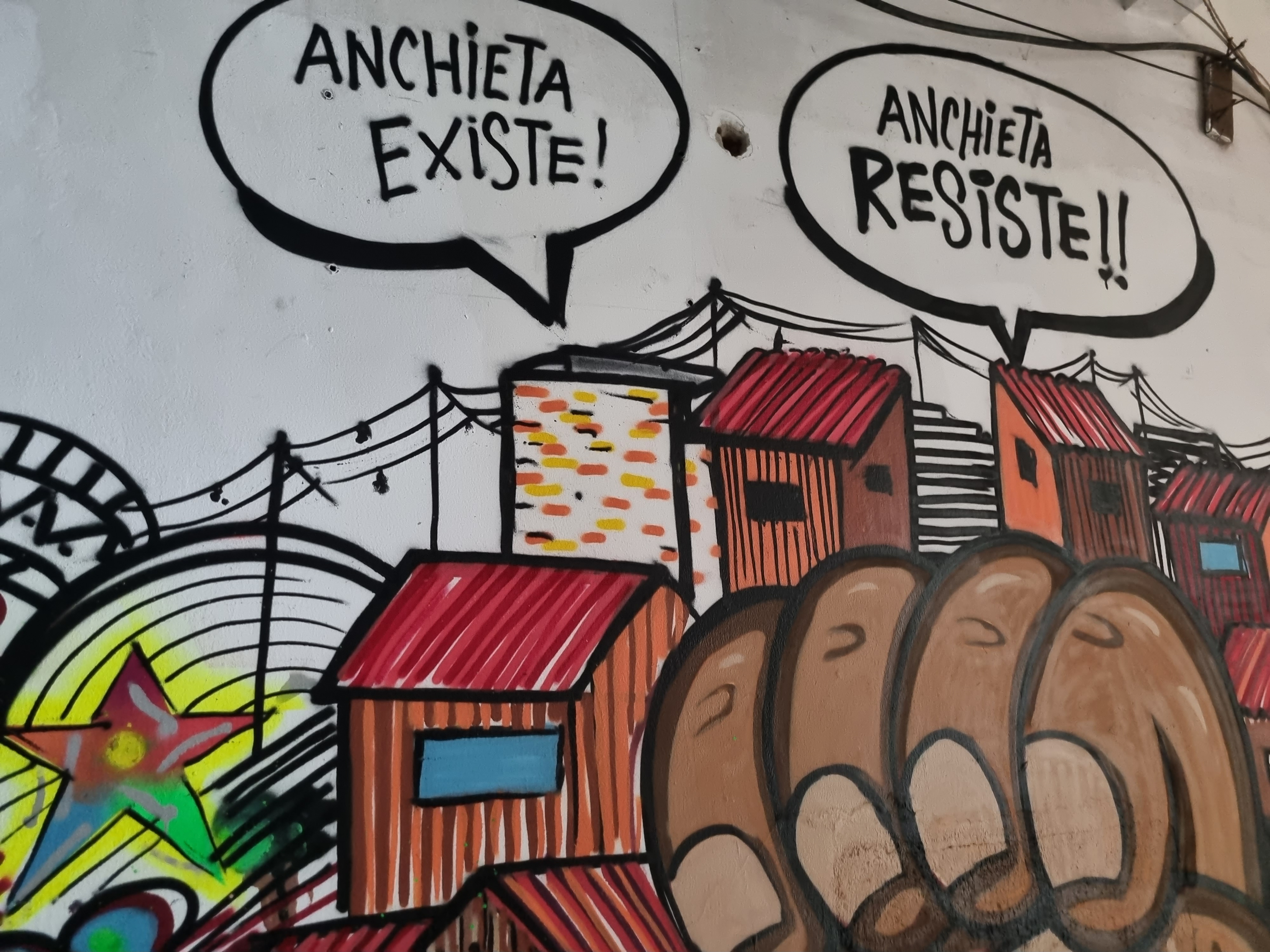
Grafite na Comunidade Anchieta